# Инвариант конечного типа
Инвариант конечного типа (или инвариант Васильева) — класс инвариантов узлов, характеризующийся определённым соотношением на все разрешения сингулярного узла с данным числом самопересечений.

## Определение
Пусть {\displaystyle f} — инвариант узлов со значениями в вещественных числах,
то есть {\displaystyle f(K)} есть вещественное число определённое для каждого узла {\displaystyle K}, такое, что 
{\displaystyle f(K)=f(K')}, если узлы {\displaystyle K} и {\displaystyle K'} изотопны.
Рассмотрим плоскую диаграмму {\displaystyle D} узла и выберем некоторое подмножество её перекрестков, состоящее из {\displaystyle m} элементов.
Пронумеруем эти перекрёстки от 1 до {\displaystyle m}. 
Для набора {\displaystyle (\varepsilon _{1},\dots ,\varepsilon _{m})}, где {\displaystyle \varepsilon _{i}=\pm 1} рассмотрим диаграмму {\displaystyle D[\varepsilon _{1},\dots ,\varepsilon _{m}]}, полученную из {\displaystyle D} изменением перекрестков по такому правилу: если {\displaystyle \varepsilon _{i}=1}, то {\displaystyle i}-й перекресток не меняется, а если {\displaystyle \varepsilon _{i}=-1}, то меняется на противоположный.
Пусть {\displaystyle n} неотрицательное целое число.
В случае если для любой диаграммы {\displaystyle D} и любого выбора {\displaystyle m>n} перекрёстков выполняется тождество
{\displaystyle \sum _{(\varepsilon _{1},\dots ,\varepsilon _{m})}\varepsilon _{1}\cdots \varepsilon _{m}\cdot f(D[\varepsilon _{1},\dots ,\varepsilon _{m}])=0}
то говорят, что {\displaystyle f} имеет степень не выше {\displaystyle n}.
Инварианты конечной степени называются инвариантами конечного типа.

## Примеры
- Все известные полиномиальные инварианты узлов выражаются через инварианты конечного типа.
  - Коэффициент при квадратичном члене в многочлене Александера является инвариантом конечного типа степени два.
- Любой коэффициент в интеграле Концевича является инвариантом конечного типа.

## Свойства
- Инварианты степени не выше {\displaystyle n} образуют векторное пространство {\displaystyle V_{n}}. При этом
{\displaystyle V_{0}\subset V_{1}\subset V_{2}\subset \dots }
  - {\displaystyle V_{0}} и {\displaystyle V_{1}} являются одномерными, то есть инварианты степени не выше {\displaystyle 1} — это только константы.
  - {\displaystyle V_{m}\cdot V_{n}\subset V_{m+n}}

## Открытые вопросы
- Образуют ли инварианты конечного типа полную систему инвариантов? То есть верно ли, что если два узла {\displaystyle K} и {\displaystyle K'} не изотопны, то найдется инвариант конечного типа {\displaystyle v} такой, что {\displaystyle v(K)\neq v(K')}?

## История
Инварианты узлов конечного типа были предложены независимо Васильевым и Гусаровым в конце 1980-х годов. 
Васильеву принадлежат первые публикации на эту тему (1990),
Гусаров, выступил на семинаре Рохлина в 1987 году а первая публикация вышла только в 1991.
В 1992 году Арнольд сделал на эту тему доклад на Европейском математическом конгрессе. С этих пор закрепился термин «инварианты Васильева».